# 園部村 (京都府)
園部村（そのべむら）は、京都府船井郡にあった村。現在の南丹市園部町の中心部の南から西にかけての一帯にあたる。

## 地理
- 河川：園部川

## 歴史
- 1889年（明治22年）4月1日 - 町村制の施行により、園部村・小山村・大村・横田村・黒田村の区域をもって発足。
- 1929年（昭和4年）4月1日 - 園部町・桐ノ庄村と合併し、改めて園部町が発足。同日園部村廃止。

## 交通

### 鉄道路線
- 鉄道省
  - 山陰本線
    - 園部駅

### 道路
- 山陰街道（現・国道9号）

現在は旧村域を京都縦貫自動車道が通過するが、当時は未開通。